# Pau de Calahorra (1140)
La Pau de Calahorra o Acord de Sòria fou un tractat de pau signat el 25 d'octubre de 1140 a Calahorra entre Alfons VII de Castella i el rei de Pamplona Garcia Ramires.

## Context
El tractat s'emmarca en la problemàtica sorgida arran del Testament d'Alfons I d'Aragó (1131) per la seva successió.

## Pau de Calahorra
Després de la batalla d'Eja de los Caballeros (1140), Alfons VII de Castella aprofità la situació per aconseguir Navarra pacíficament. S'establiren converses de pau per mediació del comte de Tolosa Alfons Jordà, cosí del rei castellà. Arribaren a un acord de pau el 25 d'octubre de 1140 en el que intervingueren magnats i prelats, en especial, el bisbe de Pamplona i el prior de l'església de Tudela. Amb aquest acord el rei navarrès es declarà vassall del rei de Castella i es concretà el casament de la infanta Blanca Garcés de Navarra, filla del rei navarrès, amb l'infant Sanç de Castella, primogènit del rei Alfons VII de Castella, que aleshores tenia set anys. El casament es feu el 8 d'agost del 1151.

## Conseqüències
Per la seva part, Ramon Berenguer IV seguí atacant la frontera navarresa.